# Franck Berrier
Franck Berrier (Argentan, 2 febbraio 1984 – Roeselare, 13 agosto 2021) è stato un calciatore francese, di ruolo centrocampista.

## Caratteristiche tecniche
Ala destra, giocava sia sulla fascia opposta sia come trequartista.